# Idioma burmeso
El burmeso o taurap es una lengua papú hablada por unas 300 personas a lo largo del río Mamberamo en la provincia de Papúa en Indonesia.
De acuerdo con la clasificación de Malcolm Ross formaría parte de las lenguas Doberai-Sentani, aunque Stephen Wurm la había clasificado como una lengua aislada.